# UFC 214
UFC 214: Cormier vs. Jones 2 è stato un evento di arti marziali miste tenuto dalla Ultimate Fighting Championship il 29 luglio 2017 all'Honda Center di Anaheim, negli Stati Uniti.

## Risultati
|                                                   | Divisione             |                   |                 |                    | Metodo                                      | Round           | Tempo           | Premio          | Note |                 |                 |
| Card Principale                                   | Card Principale       | Card Principale   | Card Principale | Card Principale    | Card Principale                             | Card Principale | Card Principale | Card Principale | Card Principale | Card Principale | Card Principale |
| ------------------------------------------------- | --------------------- | ----------------- | --------------- | ------------------ | ------------------------------------------- | --------------- | --------------- | --------------- | --- | --------------- | --------------- |
| Sfida valida per il titolo di campione            | Pesi mediomassimi     | Jon Jones         | vs.             | Daniel Cormier (c) | No contest (ribaltamento)                   | 3               | 3:01            |                 | Originariamente vittoria per KO (calcio alla testa e pugni) per Jones. Successivamente riscontrato positivo al Turinabol.Più tardi Cormier è stato reintegrato come campione |                 |                 |
| Sfida valida per il titolo di campione            | Pesi welter           | Tyron Woodley (c) | batte           | Demian Maia        | Decisione unanime (50-45, 49-46, 49-46)     | 5               | 5:00            |                 | |                 |                 |
| Sfida valida per il titolo vacante di campionessa | Pesi piuma femminili  | Cristiane Justino | batte           | Tonya Evinger      | KO tecnico (ginocchiate)                    | 3               | 1:56            |                 | |                 |                 |
|                                                   | Pesi welter           | Robbie Lawler     | batte           | Donald Cerrone     | Decisione unanime (29-28, 29-28, 29-28)     | 3               | 5:00            |                 | |                 |                 |
|                                                   | Pesi mediomassimi     | Volkan Oezdemir   | batte           | Jimi Manuwa        | KO (pugni)                                  | 1               | 0:42            | POTN            | |                 |                 |
| Card Preliminare (Fox Sports 1)                   |                       |                   |                 |                    |                                             |                 |                 |                 | |                 |                 |
|                                                   | Pesi piuma            | Ricardo Lamas     | batte           | Jason Knight       | KO tecnico (pugni)                          | 1               | 4:34            |                 | |                 |                 |
|                                                   | Catchweight (63,5 kg) | Aljamain Sterling | batte           | Renan Barão        | Decisione unanime (29-28, 29-27, 30-26)     | 3               | 5:00            |                 | |                 |                 |
|                                                   | Pesi piuma            | Brian Ortega      | batte           | Renato Moicano     | Sottomissione (ghigliottina)                | 3               | 2:59            | FOTN            | |                 |                 |
|                                                   | Pesi piuma            | Calvin Kattar     | batte           | Andre Fili         | Decisione unanime (30-27, 30-27, 30-27)     | 3               | 5:00            |                 | |                 |                 |
| Card Preliminare (UFC Fight Pass)                 |                       |                   |                 |                    |                                             |                 |                 |                 | |                 |                 |
|                                                   | Pesi paglia femminili | Aleksandra Albu   | batte           | Kailin Curran      | Decisione unanime (29-28, 29-28, 29-28)     | 3               | 5:00            |                 | |                 |                 |
|                                                   | Pesi mosca            | Jarred Brooks     | batte           | Eric Shelton       | Decisione non unanime (29-28, 28-29, 29-28) | 3               | 5:00            |                 | |                 |                 |
|                                                   | Pesi leggeri          | Drew Dober        | batte           | Josh Burkman       | KO (pugno)                                  | 1               | 3:04            |                 | |                 |                 |

## Premi
I lottatori premiati ricevettero un bonus di 50.000 dollari.
Legenda:
- FOTN: Fight of the Night (vengono premiati entrambi gli atleti per il miglior incontro dell'evento)
- POTN: Performance of the Night (viene premiato il vincitore per la migliore performance dell'evento)